# Publi Siti

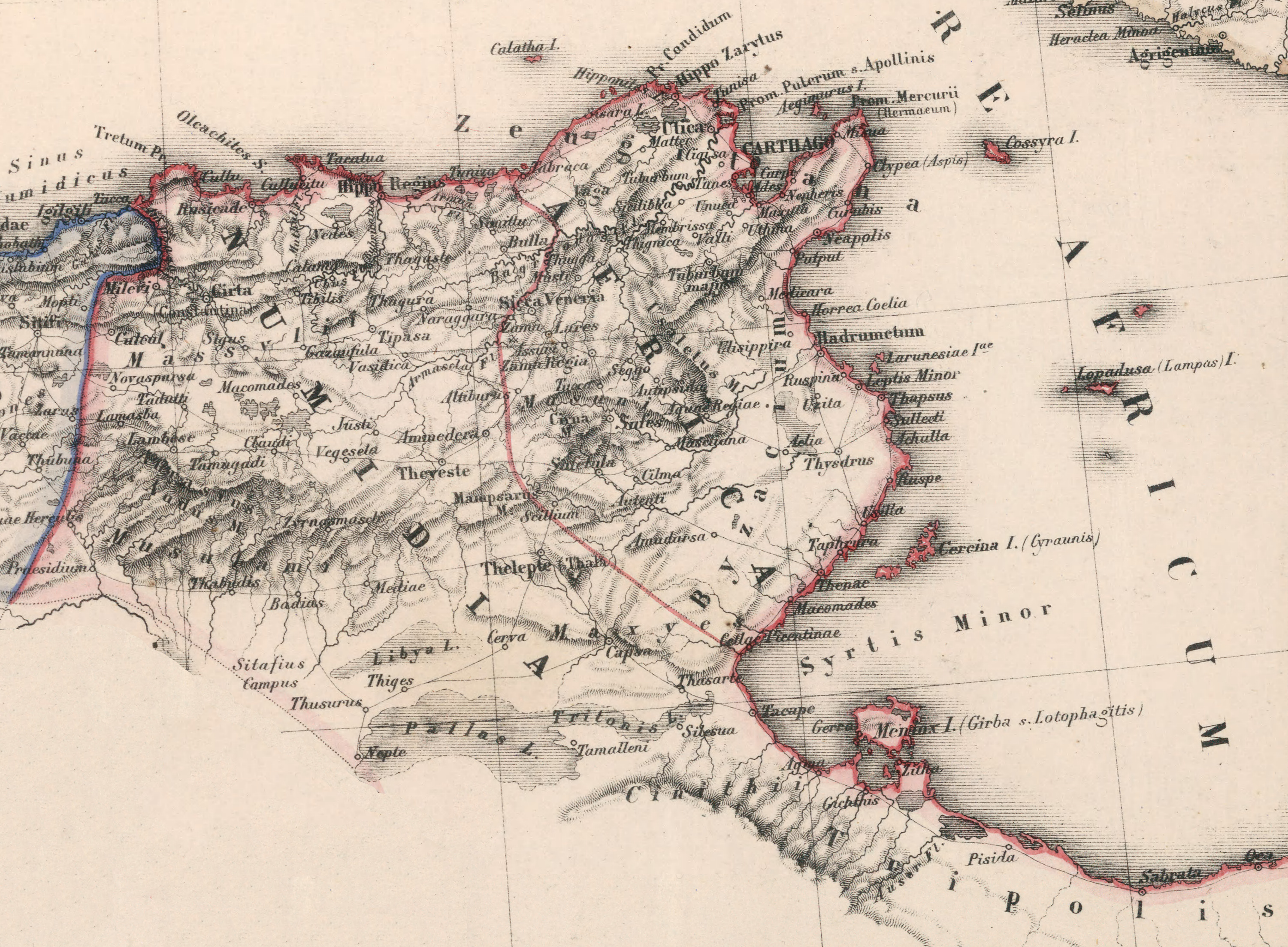
Mapa de Numídia en època romana.

Publi Siti (llatí: Publius Sittius o Sitius) va ser un aventurer i mercenari romà. Era nadiu de Nucèria a la Campània.
Era amic de Catilina i va anar a Hispània l'any 64 aC, des d'on va creuar a Mauretània el 63 aC i va organitzar una banda amb romans i nadius. Acusat de preparar una revolució en aquest país, es deia que Sul·la l'havia enviat allà per organitzar un aixecament contra la república, Ciceró es va veure obligat a defensar-lo quan va defensar Sul·la l'any 62 aC. En el seu discurs, Defensa de Publi Sul·la, Ciceró va esmentar la lleialtat del pare de Siti durant la guerra social. Tot i així Siti no va tornar a Roma. El van condemnar a una multa que fou pagada amb la venda de la seva propietat a Itàlia i va restar a Àfrica. Allà va lluitar amb èxit a les guerres entre els reis del país, venent els seus serveis primer a un i després a l'altre, i les seves tropes van anar augmentant i perfeccionant les tàctiques en la batalla.
Anys després, en esclatar la guerra civil l'any 49 aC, va decidir abraçar el partit de Juli Cèsar. Va acudir en ajut de Cèsar amb una força considerable, tant per terra com per mar, quan més ho necessitava, després que hagués desembarcat a Àfrica amb molt poques forces l'any 46 aC, preveient que Cèsar en sortiria vencedor i podria rebre pels seus serveis grans recompenses.
Amb el suport de Boccus II rei de Mauritània va envair Numídia, on regnava Juba I, va ocupar Cirta la capital i va devastar el país del gètuls. Juba, que havia reunit un exèrcit i anava a reunir-se a Quint Cecili Metel Pius Escipió el general pompeià, va tornar per defensar el seu regne i es va limitar a enviar trenta elefants a Escipió. Aquesta retirada de Juba va salvar a les forces de Cèsar que no haurien pogut fer front als dos exèrcits reunits.
De les operacions de Juba contra Siti i Boccus no se'n sap res, però Juba aviat es va reunir amb Escipió i va deixar el comandament contra els invasors al seu general Saburra. Cèsar va derrotar a Juba i Escipió a la decisiva batalla de Tapsos, mentre Siti tenia el mateix èxit contra Saburra, al que va derrotar i matar.
Després va derrotar a Luci Afrani i Faust Sul·la que havien fugit d'Útica amb 1500 cavallers amb la intenció de creuar a Hispània. Siti, que anava amb un petit cos d'exèrcit, els va fer personers i els va enviar a Cèsar. Al mateix temps les naus de Siti, que estaven ancorades a Hippo Regius va capturar les naus amb les quals els caps pompeians volien fugir. En sortir d'Àfrica, Cèsar va agrair els serveis de Siti i del rei Boccus cedint-li al rei de Mauritània una part a l'oest de Numídia (entre Saldae i l'Ampsaga), i a Siti la resta (antic domini de Masinissa) amb Cirta i Sitiphis. Siti es va establir a la zona del regne de Numídia que li era assignada amb els seus veterans.
A la mort de Cèsar l'any 44 aC, Arabió, el fill de Masinissa, que havia lluitat a Hispània amb Gneu Pompeu el jove va desembarcar al regne de Mauritània, va expulsar a Boccus de la part de Numídia que dominava i va entrar a la resta de Numídia on va matar a Siti en un estratagema l'any 43 aC.